# جان ميشال فونتين
جان ميشال فونتين (بالفرنسية: Jean-Michel Fontaine)‏ هو لاعب كرة قدم فرنسي في مركز الهجوم، ولد في 28 أغسطس 1988 في سان بيير في فرنسا. شارك مع منتخب لا ريونيون لكرة القدم. أما مع النوادي، فقد لعب مع نادي تامبون.

## وصلات خارجية
- جان ميشال فونتين على موقع قاعدة بيانات كرة القدم.إي يو (الإنجليزية)
- جان ميشال فونتين على موقع ناشيونال فوتبول تيمز (الإنجليزية)
- جان ميشال فونتين على موقع Soccerbase.com (لاعب) (الإنجليزية)
- جان ميشال فونتين على موقع Soccerway.com (الإنجليزية)
- جان ميشال فونتين على موقع عالم كرة القدم.نت (الإنجليزية)